# Huang Yingjie
Huang Yingjie, född 1 mars 1912, död 1999, var en friidrottare från Kina. Han deltog vid olympiska sommarspelen 1936.